# Шевченко, Елена Николаевна
Еле́на Никола́евна Шевче́нко (7 октября 1971 г. Москва, СССР) — советская гимнастка, олимпийская чемпионка,  заслуженный мастер спорта СССР. 

## Спортивные достижения
Олимпийские игры
| Год  | Абсолютное | Командное | Опорный прыжок | Брусья   | Бревно   | Вольные упражнения |
| ---- | ---------- | --------- | -------------- | -------- | -------- | ------------------ |
| 1988 | 14 (кв.)   | 1         | 9 (кв.)        | 28 (кв.) | 14 (кв.) | 17 (кв.)           |

Выступления на чемпионатах мира и первенствах СССР:
| Год  | Первенство       | Абсолютное | Командное | Опорный прыжок | Брусья | Бревно | Вольные упражнения |
| ---- | ---------------- | ---------- | --------- | -------------- | ------ | ------ | ------------------ |
| 1986 | Игры Доброй Воли | 3 (кв.)    | 1         | 2              |        |        |                    |
| 1986 | Чемпионат СССР   |            |           | 2              |        | 2      | 1                  |
| 1988 | Чемпионат СССР   | 3          |           | 4              | 4      | 8      | 8                  |

## Биография
Окончила ГЦОЛИФК (1993). 
Главный тренер сборной команды Москвы по спортивной гимнастике (2001-2003), судья международной категории, тренер резерва сборной команды России, главный специалист отдела развития ФСГР в регионах.

## Награды
- Звание заслуженный мастер спорта СССР (1988)
- Медаль ордена «За заслуги перед Отечеством» II степени (1998)
- Медаль «За трудовую доблесть» (1989)